# Каменице (Бреза)
Каменице су насељено мјесто у Босни и Херцеговини у општини Бреза које административно припада Федерацији Босне и Херцеговине. Према попису становништва из 1991. у насељу је живјело 714 становника.

## Становништво
| Националност       | 1991.        | 1981.        | 1971.        |
| Муслимани          | 701 (98,17%) | 525 (95,45%) | 369 (97,36%) |
| Срби               | 2 (0,28%)    | 6 (1,09%)    | 2 (0,52%)    |
| Хрвати             | 0            | 0            | 0            |
| Југословени        | 6 (0,84%)    | 19 (3,45%)   | 0            |
| остали и непознато | 5 (0,70%)    | 0            | 8 (2,11%)    |
| Укупно             | 714          | 550          | 379          |